# Tinamou perdrix
Nothoprocta perdicaria
Espèce
Statut de conservation UICN

 LC  : Préoccupation mineure
Le Tinamou perdrix (Nothoprocta perdicaria) est une espèce d'oiseaux de la famille des Tinamidae.

## Répartition et sous-espèces
Selon la classification de référence du Congrès ornithologique international (15.1, 2025) il se répartit en deux sous-espèces (ordre phylogénique) :
- Nothoprocta perdicaria perdicaria (Kittlitz, 1830) — centre-nord du Chili ;
- Nothoprocta perdicaria sanborni Conover, 1924 — centre-sud du Chili.